# الكفير (جرش)
الكفير منطقة سكنية تقع في لواء قصبة جرش، محافظة جرش في الأردن. تنتمي المنطقة لقضاء جرش الذي يضم 39 منطقة. يقدر عدد سكانها بـ 2463 نسمة حسب إحصاء 2015.

## أعلام
- شمس الدين الكفيري

## الوصلات الخارجية
- دائرة الاحصاءات العامة